# Vonós zongora

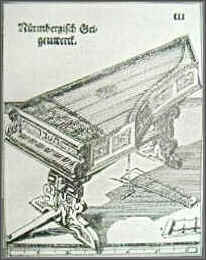
Vonós zongora Praetorius Syntagma Musicumjából

A vonós zongora vagy Geigenwerk (német: Bogenflügel, Geigenwerk) ötlete a 15. században keletkezett. Célja egy billentyűs hangszer (zongora) létrehozása volt. Ezt a problémát különböző módokon oldották meg. Leggyakrabban vagy egy begyantázott korong megy végig a húrokon, vagy valamilyen szalag, vagy kolofónium.
Az ötlet feltehetőleg Leonardo da Vincitől származott (aki hangszerének a viola organista nevet adta). Először részletesen Michael Praetorius foglalkozott vele.
A kevés fellelhető forrás alapján Sławomir Zubrzyczki lengyel zongorista, zeneszerző és hangszerkészítő építette meg e hangszer egy példányát 2012-ben, Krakkóban. 